# Premier Wielkiej Brytanii
Premier Wielkiej Brytanii (ang. Prime Minister) jest szefem rządu Zjednoczonego Królestwa. Sprawuje władzę wykonawczą, stoi też na czele legislatury. Wspólnie z Gabinetem, w którego skład wchodzą najwyżsi rangą ministrowie oraz szefowie departamentów, odpowiada przed Monarchą, Parlamentem i pośrednio przed elektoratem.
Stanowisko premiera, ponownie jak wiele wysokich stanowisk w Wielkiej Brytanii, nie zostało ustanowione poprzez konstytucję lub ustawę, opiera się ono na trwającej wieleset lat konwencji, w ramach której obecnie urzędujący monarcha mianuje na premiera osobę, która ma największą szansę uzyskać wotum zaufania w Izbie Gmin; zwykle jest to przewodniczący partii lub koalicji, która ma większość parlamentarną. Historycznie stanowisko premiera nigdy nie zostało stworzone, na przestrzeni wielu lat wyewoluowało ono z pozycji zajmowanych przez członków rządu i parlamentu. Pierwsza potrzeba pojawienia się głowy rządu innej od monarchy powstała podczas Chwalebnej Rewolucji, kiedy to zaostrzył się konflikt pomiędzy królewską rodziną Stuartów, a Parlamentem Brytyjskim. Zgodnie z ustaleniami Deklaracji praw z 1689 roku monarchia zachowała swoje przywileje i pozostała de iure głową państwa, ale to Parlament stał się ciałem odpowiedzialnym za bieżące działania państwa.
Do lat 30. XIX wieku w Wielkiej Brytanii rozwinął się system westminsterski (system gabinetowy), a premier stał się primus inter pares – „pierwszym wśród równych sobie” w brytyjskim rządzie. Pozycja premiera zyskała na znaczeniu poprzez rozwój obecnego systemu partii politycznych oraz poprzez wykorzystanie pierwszych rodzących się środków masowego przekazu. Do początku XX wieku stanowisko premiera stało się drugą najważniejszą pozycją w państwie, pierwszą dalej pozostaje brytyjski monarcha.
Do 1902 roku zdarzało się, żeby premier pochodził z Izby Lordów, było to możliwe tak długo, jak jego partia miała wystarczające poparcie w Izbie Gmin. Poprzez osłabienie pozycji arystokracji w brytyjskiej polityce w XX wieku, powstała tradycja stanowiąca, że premier powinien być demokratycznie wybranym przedstawicielem z Izby Gmin. Po uchwaleniu Parliament Act 1911 stanowisko premiera zostało wzmocnione poprzez ograniczenie wpływu Izby Lordów na proces uchwalania legislacji.
Premier Wielkiej Brytanii jest również z urzędu pierwszym lordem skarbu, Ministrem kierującym Służbą Cywilną oraz Ministrem Unii (Minister for the Union) odpowiedzialnym za wzmacnianie więzi pomiędzy państwami Zjednoczonego Królestwa (Anglią, Walią, Szkocją oraz Irlandią Północną). Jako pierwszy lord skarbu, premier Wielkiej Brytanii rezyduje w 10 Downing Street.
W całej historii funkcji premiera, pełniły ją tylko trzy kobiety: Margaret Thatcher w latach 1979–1990, Theresa May w latach 2016–2019 oraz Liz Truss w 2022.
Pozycja premiera oraz samej Wielkiej Brytanii w świecie geopolityki sprawia, że osoba sprawująca stanowisko jest uważana za jedną z najpotężniejszych i wpływowych ludzi na świecie.

## Stanowisko
Premier jest głową rządu Wielkiej Brytanii i przewodniczy władzy wykonawczej (egzekutywie). Dodatkowo Premier jest zwykle przewodniczącym jednej z większych partii w Izbie Gmin (niższa izba parlamentu), co sprawia, że posiada on realny wpływ na proces legislacyjny. Brytyjski system polityczny zakłada symbiozę i współdziałanie władz politycznych, w przeciwieństwie do innych systemów politycznych Europy, które stosują separację władzy ustawodawczej od wykonawczej. Premier posiada całkowitą dowolność w mianowaniu ministrów oraz w usuwaniu ich ze stanowisk. Jest on również reprezentantem Rządu Jego Królewskiej Mości w kraju i za granicą. Za poradą Premiera monarcha obsadza wiele stanowisk w rządzie, wojsku oraz w Kościele Anglii.

## Tło prawne
Brytyjski system rządowy jest ustanowiony poprzez niespisaną konstytucję, co oznacza, że nie posiada ona formy jednego dokumentu. Brytyjska konstytucja składa się z wielu dokumentów oraz z tradycji i konwencji konstytucyjnych, które na przestrzeni lat stały się powszechnie akceptowaną normą w systemie politycznym.
Relacje pomiędzy Premierem, Suzerenem, Parlamentem i Gabinetem są zdefiniowane głównie przez niespisane konwencje. Wiele z uprawnień wykonawczych i ustawodawczych Premiera pochodzi bezpośrednio z przywilejów królewskich, które są wykonywane przez Premiera w imieniu monarchy, który pozostaje głową państwa. Pomimo rosnącego znaczenia stanowiska, przez długi czas nie było ono formalnie uznawane przez parlamentarne akty i ustawy. Utrzymywana była fikcja prawna, która zakładała, że to monarcha dalej rządził państwem bezpośrednio. Pierwsza wzmianka o stanowisku Premiera pojawiła się na piśmie dopiero w 1917 roku w Chequers Estate Act. W XX wieku pozycja Premiera zyskiwała coraz większe rozpoznanie prawne w oficjalnych dokumentach, jednak dalej jego uprawnienia pochodziły głównie z odwiecznych tradycji i konwencji, a część obowiązków i praw wynikało z obejmowania stanowisk Pierwszego lorda skarbu i Ministra Służby Społecznej, a nie bezpośrednio ze sprawowania funkcji Premiera.
Mogłoby się wydawać, że system brytyjski posiada dwie oddzielne gałęzie władzy wykonawczej: Monarchę oraz Premiera. Prawnie niezdefiniowany koncept „Korony” rozwiązuje jednak ten paradoks. Korona symbolizuje autorytet państwa do rządzenia: ustanawiania prawa i egzekwowania go, nakładania podatków i ich zbierania, do wypowiadania wojny i zawierania pokoju. Przed Chwalebną rewolucją monarcha miał całkowitą władzę nad wszystkimi tymi aspektami, jednak po rewolucji Parlament rozdysponował część uprawnień Korony pomiędzy Premiera i Kabinet, a monarcha został zmuszony do przyjęcia pozycji neutralności w krajowej polityce.
Brytyjski monarcha dalej posiada prawo egzekwować swoje królewskie przywileje, jednak tradycja i konwencje sprawiły, że Korona nie angażuje się w bieżącą politykę krajową i międzynarodową. Przykładowo – Królowa Elżbieta II, korzystała na co dzień tylko z trzech przywilejów do: bycia informowaną, doradzania oraz ostrzegania.

## Powstanie stanowiska

### Podwaliny
Ponieważ stanowisko Premiera nie zostało stworzone z zamysłem, trudno jest wskazać dokładną datę jego powstania. Obecnie obowiązujący konsensus historyczny zakłada początek formowania się urzędu w roku 1688, kiedy to ostatni monarcha absolutny, Jakub II Stuart uciekł z Anglii, a parlament mianował Marię II Stuart i Wilhelma III Orańskiego jako wspólnych monarchów konstytucyjnych. Uchwalone przez parlament akty znacząco ograniczyły rolę monarchy w codziennej polityce. Wśród nich największy wpływ na zmiany w systemie politycznym miały między innymi: Act of Settlement i Deklaracja praw. Zmiany wynikające z Chwalebnej Rewolucji sprawiły, że część przywilejów królewskich zaczęła być egzekwowana przez Parlament, co ustanowiło podwaliny do powstania nowej władzy wykonawczej w państwie.

### Ława skarbników

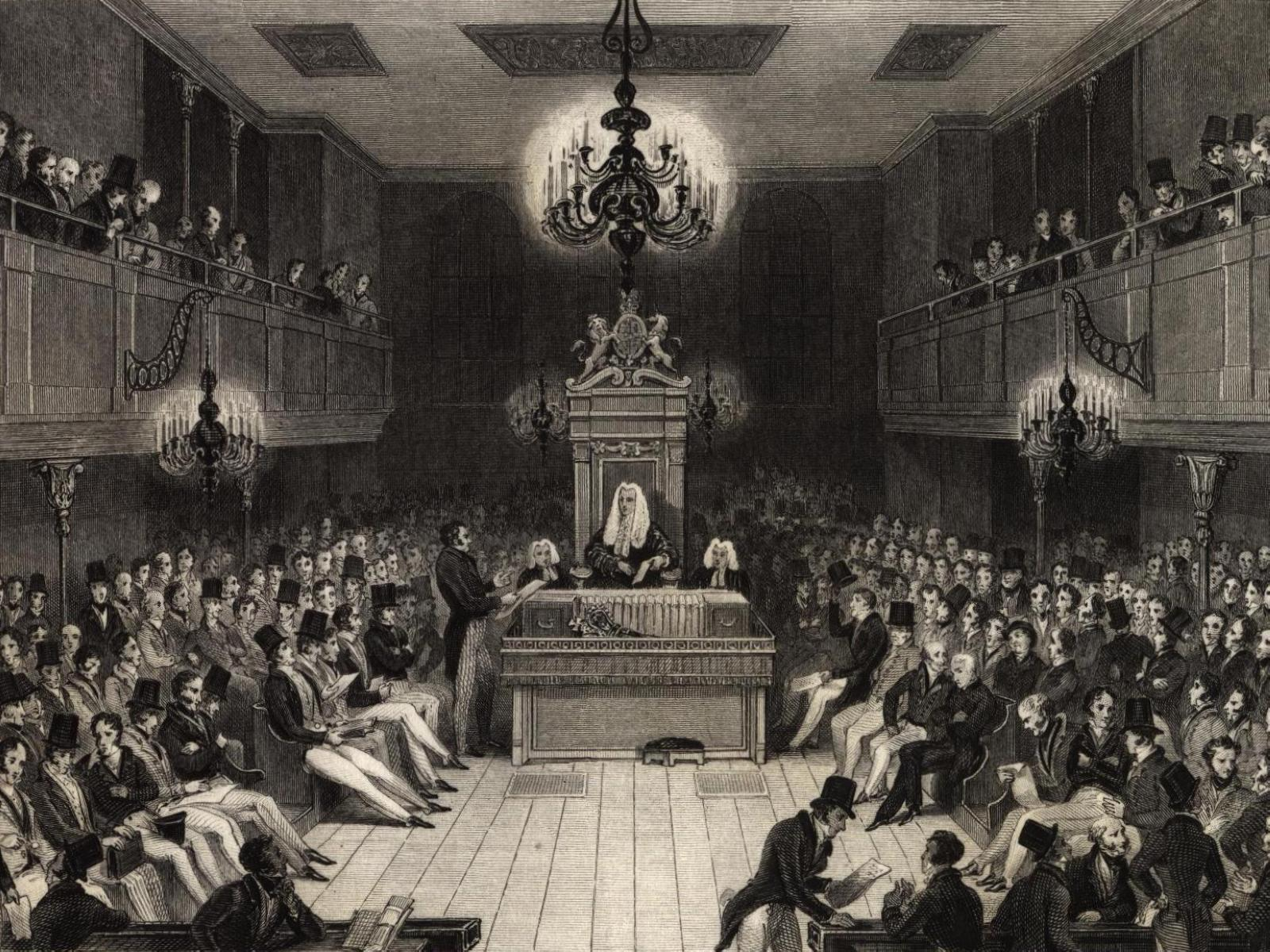
Pod koniec XVII wieku Pierwszy lord skarbu zaczęli być aktywnymi uczestnikami obrad Izby Gmin. Z racji na swoje stanowisko zasiadali oni blisko Spikera Izby Gmin, w miejscu, w którym dzisiaj siada Premier wraz z Gabinetem.

Akty wprowadzone po Chwalebnej Rewolucji przekazały kontrolę nad finansami Izbie Gmin, co sprawiło, że monarcha nie mógł pobierać podatków bez zwołania parlamentu i wyrażenia przez niego zgody na kolejny budżet. Weto przestało być stosowane, ponieważ władcy obawiali się, że jeśli odmówią przyjęcia ustawy, Parlament doprowadzi do wstrzymania pieniędzy wpływających do skarbu państwa. Żaden brytyjski monarcha nie wstrzymał przyjęcia ustawy, od czasu kiedy Królowa Anna odmówiła przyjęcia Scottish Militia Bill w 1708 roku.
Urzędnicy skarbowi zostali zmuszeni do brania udziału w obradach Parlamentu, żeby służyć za pośredników między Izbą Gmin, a monarchą. Ministrowie przedstawiali politykę rządu i negocjowali z posłami, aby uzyskać poparcie większości; musieli wyjaśnić potrzeby finansowe rządu, zasugerować sposoby ich zaspokojenia i wyjaśnić, w jaki sposób pieniądze zostaną wydane. Urzędnicy skarbu państwa uczęszczali na obrady tak często, że w połowie XVIII wieku została im przydzielona ich własna ława w Izbie Gmin, znajdująca się po prawej stronie od Spikera Izby Gmin, w miejscu, w którym dzisiaj zasiada premier wraz z Kanclerzem Skarbu (dawniej: Drugim lordem skarbu).

### Standing Order 66[24]
Po rewolucji istniało ciągłe zagrożenie, że parlamentarzyści spoza rządu zrujnują finanse kraju, proponując źle przemyślane ustawy skarbowe. Rywalizując o kontrolę, aby uniknąć chaosu, Królewscy Ministrowie zyskali przewagę w 1706 roku, gdy Izba Gmin przyjęła deklarację stanowiącą, że „Ta Izba nie przyjmie petycji o sumę pieniędzy związanych ze służbą publiczną, poza tymi zaleconymi od Korony”. 11 czerwca 1713 roku deklaracja stała się prawomocną konwencją o brzmieniu „Izba Gmin nie zagłosuje za wydaniem pieniędzy w żadnym celu, z wyjątkiem wniosku Ministra Korony”. Konwencja otrzymała nazwę Standing Order 66 (dzisiaj: Standing Order 48) i do dzisiaj nie została zmieniona.
Wzmocnienie pozycji ministrów wyłączną inicjatywą finansową miało natychmiastowy i trwały wpływ. Oprócz osiągnięcia zamierzonego celu – stabilizacji procesu budżetowego – dało Koronie rolę przywódczą w Izbie Gmin; a Chancellor of the Exchequer objął wiodącą pozycję wśród ministrów.
Siła inicjatywy finansowej nie była jednak absolutna. Ministrowie otrzymali moc inicjowania budżetu i propozycji monetarnych, ale Parlament musiał wyrazić na nie zgodę. Standing Order 66 stanowi zatem początek odpowiedzialności ministerialnej rządu przed Parlamentem.
Termin „Premier” pojawia się w tym czasie jako nieoficjalny tytuł lidera rządu, zwykle Pierwszego lorda skarbu. Na przykład Jonathan Swift w 1713 r. napisał o „Ci, którzy są obecnie powszechnie nazywani wśród nas Premierem”, odnosząc się do Sidneya Godolphin’a, 1. hrabiego Godolphin i Roberta Harleya, lordów skarbu królowej Anny. Od 1721 r. każdy szef rządu – z jednym wyjątkiem w XVIII wieku (William Pitt Starszy) i jednym w XIX (Lord Salisbury) – był również Pierwszym lordem skarbu.

### Początki przywództwa premiera w Izbie Gmin
Ugrupowania polityczne po raz pierwszy pojawiły się w Wielkiej Brytanii podczas Kryzysu Ekskluzyjnego w latach 1678–1681. Wigowie, wierzący w monarchię konstytucyjną, chcieli powstrzymać Jakuba II Stuarta od objęcia tronu, ponieważ był on katolikiem. Torysi, wierzący w „Boskie prawo królów”, bronili prawa Jakuba do tronu.
Do końca XVII wieku partie nie były oficjalnie zorganizowane, swoją budową bardziej przypominały fakcje, które współpracowały nad wspólnymi celami, które rozpadały się po osiągnięciu sukcesu. Głównym czynnikiem odstraszającym rozwój partii przeciwnych była idea, że może istnieć tylko jedna „partia królewska” i przeciwstawienie się jej byłoby nielojalne, a nawet zdradliwe wobec monarchy. Taki stan rzeczy trwała przez cały XVIII wiek. Niemniej jednak pod koniec XVII wieku stało się możliwe zidentyfikowanie parlamentów i ministerstw w składzie „wigowie” lub „torysi”.

### Gabinet
Współczesny Premier przewodniczy pracom Gabinetu. Zgodnie z konwencjami i tradycją, Gabinet jest grupą ministrów odpowiedzialnych za swoje portfolia, którzy tworzą oficjalną politykę rządu w swoim obszarze. Jako szefowie departamentów, członkowie Gabinetu są odpowiedzialni za wdrażanie i egzekwowanie decyzji rządu. Formalnie członków gabinetu mianuje monarcha, jednak nigdy nie zdarzyło się, żeby Korona odrzuciła propozycję Premiera. Gabinet kierowany przez Premiera stanowi władzę wykonawczą w Wielkiej Brytanii.
Termin „gabinet” pojawia się po raz pierwszy w nomenklaturze politycznej po Chwalebnej rewolucji i odnosił się do ministrów, których stanowisko pozwalało na prywatne rozmowy z monarchą. Rozwój gabinetu w XVIII wieku spotkał się z wieloma krytykami ze strony Tajnej Rady Wielkiej Brytanii, ponieważ spotykał się on w tajemnicy przed Radą, a formalnie jest jej częścią. Na przestrzeni lat Tajna Rada stała się tylko symbolicznym ciałem doradczym, a gabinet przejął większość jej uprawnień.
Zarówno Król Wilhelm III i Królowa Anna Stuart brali czynny udział w spotkaniach gabinetu, podejmowali decyzje oraz obsadzali miejsca członków gabinetu członkami własnej rodziny lub dworu królewskiego. Wycofanie się monarchów z aktywnego uczestnictwa w obradach okazało się niezbędne w utworzeniu stanowiska Premiera. Proces ten zaczął się, gdy Jerzy I Hanowerski zaprzestał w 1717 brania udziału w spotkaniach, ponieważ nie mówił płynnie po angielsku, a spotkania uważał za nudne i nie warte uwagi. Jerzy III Hanowerski w czasie 60 lat swojego panowania (1760-1820) wziął udział w tylko dwóch obradach gabinetu. Po śmierci Jerzego III powstała konwencja, która sprawiła, że późniejsi monarchowie nie brali udziału w obradach gabinetu oraz nie mianowali jego członków. Osobą odpowiedzialną za zwoływanie spotkań, decydowanie o agendzie oraz mianowaniu członków (od końca XVIII wieku) stał się Pierwszy lord skarbu. Sprawiło to, że stał on się najważniejszym członkiem gabinetu (primus inter pares).

### Rząd jednej partii
Brytyjski rząd jest zwykle stworzony z grona członków jednej partii, zwykle posiadającej większość miejsc w Izbie Gmin. Rządy mniejszościowe lub koalicyjne były rzadkim przypadkiem w czasach pokoju (wyjątkiem były rządy w czasach I i II wojny światowej) przed wyborami w 2010. Od 2010 roku w Izbie Gmin rządził rząd koalicyjny (2010-2017) oraz mniejszościowy (2017 – 2019). Dopiero w wyborach w grudniu 2019 roku partia konserwatywna uzyskała samodzielną większość zdobywając 368 głosów i tworząc samodzielny rząd. Rządy jednej partii były więc systemem utrzymującym się przez ponad 300 lat i dopiero kryzys konstytucyjny w Wielkiej Brytanii doprowadził do jego załamania się.
Na początku swoich rządów Wilhelm III Orański próbował powoływać rządy koalicyjne pomiędzy Wigami i Torysami, jednak nie były one w stanie zrealizować wizji króla, który w 1697 roku powołał pierwszy rząd składający się w całości z Wigów. Został on nazwany „Juntą”, a przez historyków jest on uważany za pierwszy prawdziwy gabinet, ponieważ odzwierciedlał on większość Wigów w Izbie Gmin oraz w Izbie Lordów.
Królowa Anna również zdecydowała się na powoływanie gabinetów składających się z członków jednego ugrupowania, wybrała jednak Torysów, którzy nie posiadali większości w Parlamencie. Odmówiła ona zlecenia utworzenia rządu Wigom i była przeciwna, żeby to Parlament dyktował Królowej jak ma zarządzać państwem. Z tego powodu wybrani przez nią Pierwsi lordowie skarbu (kolejno Sidney Godolphin oraz Robert Harley), mieli problem z uzyskiwaniem zgody Parlamentu na działania Królowej.
Działania Wilhelma i Anny wykazały wyższość rządu większościowego nad rządem mniejszościowym lub koalicyjnym, jednak aż do 1830 roku monarcha nie był zobowiązany konwencją do mianowania na Premiera przedstawiciela największej partii w Izbie Gmin, aczkolwiek od czasów Królowej Anny większość rządów stanowili członkowie jednego ugrupowania politycznego.
Wybory parlamentarne w Wielkiej Brytanii w 2010 roku sprawiły, że po raz pierwszy od ponad 70 lat partia, która wygrała wybory nie posiadała większości miejsc w Izbie Gmin, co doprowadziło do utworzenia koalicji pomiędzy Liberalnymi Demokratami i Partią Konserwatywną. Poprzednia koalicja w Wielkiej Brytanii została stworzona w 1940 roku przez ówczesnego Premiera, Winstona Churchilla, który wspólnie z Clementem Attlee utworzyli Rząd Jedności Narodowej, mający na celu przeprowadzenie Wielkiej Brytanii przez Drugą Wojnę Światową. Attlee jako pierwszy w historii zajął wtedy stanowisko Wicepremiera Wielkiej Brytanii.

## „Pierwszy” Premier Wielkiej Brytanii
Większość historyków za pierwszego Premiera Wielkiej Brytanii uważa Sir Roberta Walpole’a, który został mianowany Pierwszym lordem skarbu w 1721 roku.

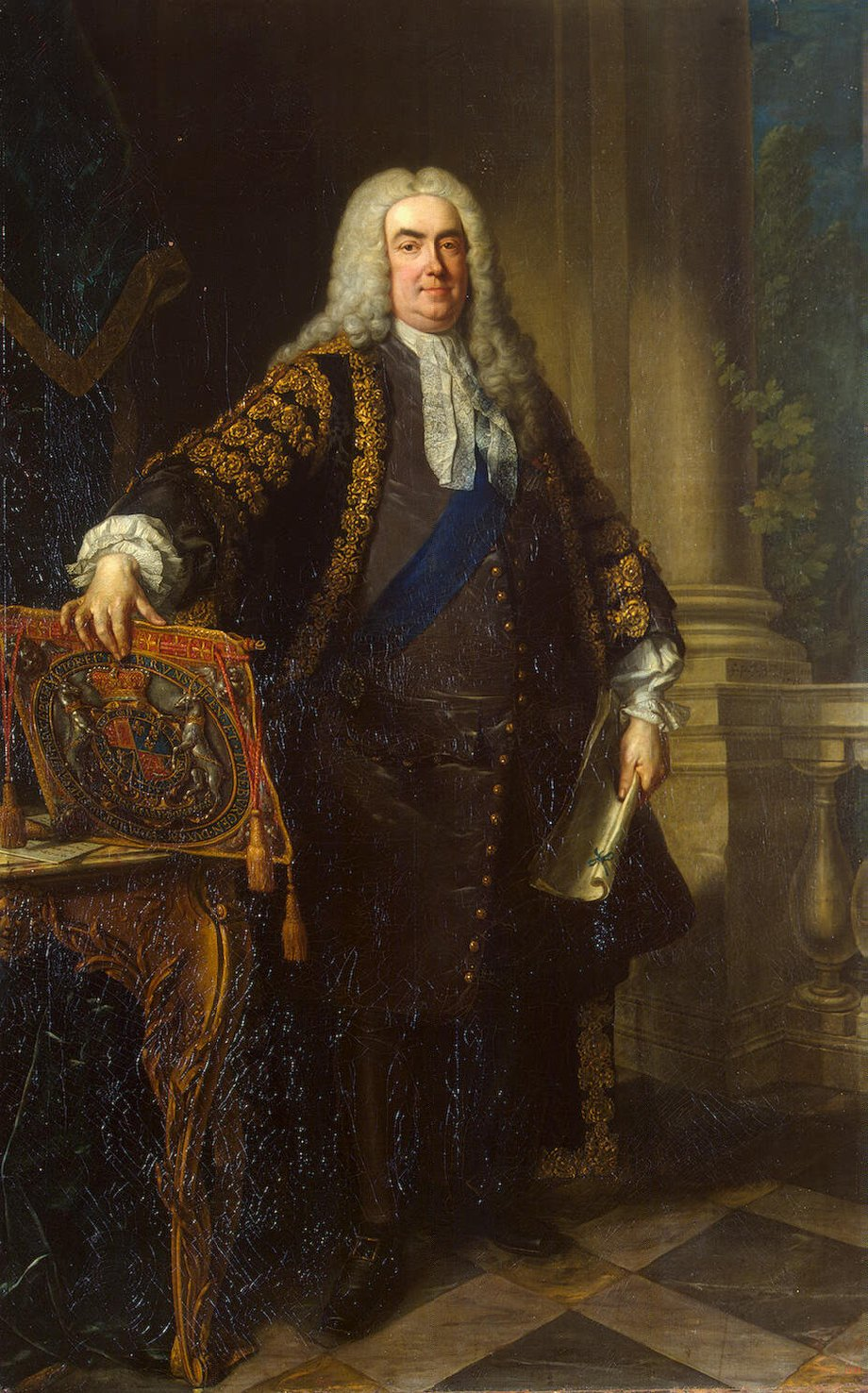
Portret Sir Roberta Walpole’a, autorstwa Jean-Baptiste van Loo, 1740

W 1720 roku South Sea Company, która powstała z inicjatywy rządu by prowadzić handel bawełną i niewolnikami, upadła, powodując zrujnowanie finansowe i zostawiając wielu inwestorów na skraju bankructwa. Jednym z takich inwestorów był Król Jerzy I Hanowerski, który wezwał Walpole’a, znanego ze swoich politycznych i finansowych ekspertyz, do zaradzenia kryzysowi. Przy użyciu swoich umiejętności, kontaktów oraz pewnej dozy szczęścia Walpole poradził sobie z problemem i sprawił, że rząd odzyskał zaufanie opinii publicznej. Rok później Jerzy I mianował Walpole’a Pierwszym Lordem Skarbu, Lordem Kanclerzem i Liderem Izby Gmin – czyniąc go najważniejszym królewskim ministrem. Bezwzględny, okrutny i pracowity, posiadał „rozsądny zmysł biznesowy” i był znakomitym zarządcą. Stał się też pierwszym Lordem Skarbu, który zamieszkał pod 10 Downing Street – obecnej oficjalnej rezydencji Premiera Wielkiej Brytanii.
Walpole po raz pierwszy pokazał, że główny zarządca – Premier – może być faktycznym szefem rządu w nowych ramach konstytucyjnych. Udało mu się to, uznając, że władca nie może dłużej rządzić bezpośrednio, ale nadal jest nominalną głową rządu, upierał się, że jest „niczym więcej niż sługą króla”. Po drugie, rozpoznał, że władza przeszła w ręce Izby Gmin, prowadził stamtąd interesy kraju i sprawił, że Izba Gmin zaczęła dominować nad Izbą Lordów w prawie wszystkich sprawach. Po trzecie, zauważył, że gabinet, jako organ wykonawczy, musi zostać zjednoczony. Zdominował pozostałych członków gabinetu i zażądał ich pełnego poparcia dla jego polityki. Po czwarte, uznając, że partie polityczne były źródłem siły ministerialnej, przewodził partii Wigów i utrzymywał w niej dyscyplinę. W Izbie Gmin nalegał na wsparcie parlamentarzystów dla wszystkich członków Wigów, zwłaszcza tych, którzy sprawowali urząd. Pod koniec swojej kariery jako Premier, ustanowił on konwencję i przykład dla wszystkich swoich następców, zrezygnował z urzędu pomimo wygrania głosowania w sprawie wotum zaufania.

## Zjednoczone Królestwo Wielkiej Brytanii i Irlandii
Po Rewolucji irlandzkiej z 1798 roku, ówczesny Premier, William Pitt Młodszy, wierzył, że rozwiązaniem narastającego nacjonalizmu irlandzkiego jest unia Wielkiej Brytanii i Królestwa Irlandii. Oznaczałoby to również zwiększenie pozycji Premiera, który rządziłby dwoma połączonymi państwami. Wielka Brytania obejmowała wtedy tylko Anglię, Walię i Szkocję, a Irlandia miała własny parlament i rząd, którego poglądy były zdecydowanie anglo-irlandzkie i nie reprezentowały aspiracji większości Irlandczyków. Z tego i innych powodów Pitt rozwinął swoją politykę i po pewnych trudnościach w przekonaniu irlandzkiej klasy politycznej do zrzeczenia się kontroli nad Irlandią na mocy konstytucji z 1782 r., nowa unia została utworzona na mocy Aktu Unii z 1800 roku. Ze skutkiem od 1 stycznia 1801, Wielka Brytania i Irlandia zostały zjednoczone w jedno królestwo: Zjednoczone Królestwo Wielkiej Brytanii i Irlandii. Taki stan rzeczy utrzymywał się do 1922 r., w tym czasie brytyjscy premierzy byli odpowiedzialni za wszystkie trzy królestwa Wysp Brytyjskich.
Traktat angielsko-irlandzki z 6 grudnia 1921 roku ustanowił Wolne Państwo Irlandzkie. Andrew Bonar Law, który zwyciężył wybory parlamentarne w 1922 roku był ostatnim Premier Wielkiej Brytanii, którego obowiązki obejmowały zarówno Wielką Brytanię, jak i całą Irlandię.

## Rozwój pozycji Premiera

### Parliament Act
Oprócz tego, że premier jest liderem dominującej partii politycznej i szefem rządu Jej Królewskiej Mości, kieruje również procesem legislacyjnym, wprowadzając w życie program swojej partii. Na przykład Tony Blair, którego Partia Pracy wygrała wybory w 1997 roku, w ramach spełnienia obietnicy wyborczej uchwalił brytyjską Kartę Praw Człowieka oraz utworzył autonomiczne rządy dla Szkocji (Scotland Act 1998) i Walii (Government of Wales Act 1998).
Od momentu swojego pojawienia się w XIV wieku, Parlament był dwuizbowym legislaturą, w skład której wchodzą Izba Gmin oraz Izba Lordów. Członkowie Izby Gmin są wybierani, a Lordowi są mianowani przez monarchę za radą Premiera. Część Lordów, prałatów, zasiada w Izbie z ramienia Kościoła Anglii (Lords Spiritual).
Przez większą część historii Górnej Izby, Lordowie Prałaci byli właścicielami ziemskimi, którzy posiadali swoje posiadłości, tytuły i siedziby jako dziedziczne prawo przekazywane z pokolenia na pokolenie – w niektórych przypadkach przez wieki. Na przykład w Parlamencie w 1910 roku było dziewiętnastu Lordów, których tytuł powstał przed 1500 rokiem.
Do 1911 r. Premierzy musieli przeprowadzić projekt ustawy zarówno przez Izbę Gmin, jak i przez Izbę Lordów oraz uzyskać zgodę większości w obu izbach, aby stała się ona obowiązującym prawem. Nie zawsze było to łatwe, izby często dzieliły różnice polityczne. Reprezentując ziemską arystokrację, Lordowie Prałaci byli na ogół torysami (później konserwatystami), którzy chcieli utrzymać status quo i przeciwstawiali się postępowym środkom, takim jak rozszerzenie praw wyborczych. Przynależność partyjna członków Gmin była mniej przewidywalna. W XVIII wieku skład Izby Gmin był różny, ponieważ lordowie mieli znaczną kontrolę nad wyborami: czasami dominowali wigowie, czasem torysi. Po uchwaleniu Representation of the People Act 1832 Izba Gmin stopniowo stawała się bardziej postępowa, tendencja ta wzrastała wraz z upływem każdego kolejnego rozszerzenia praw wyborczych wśród obywateli Wielkiej Brytanii.

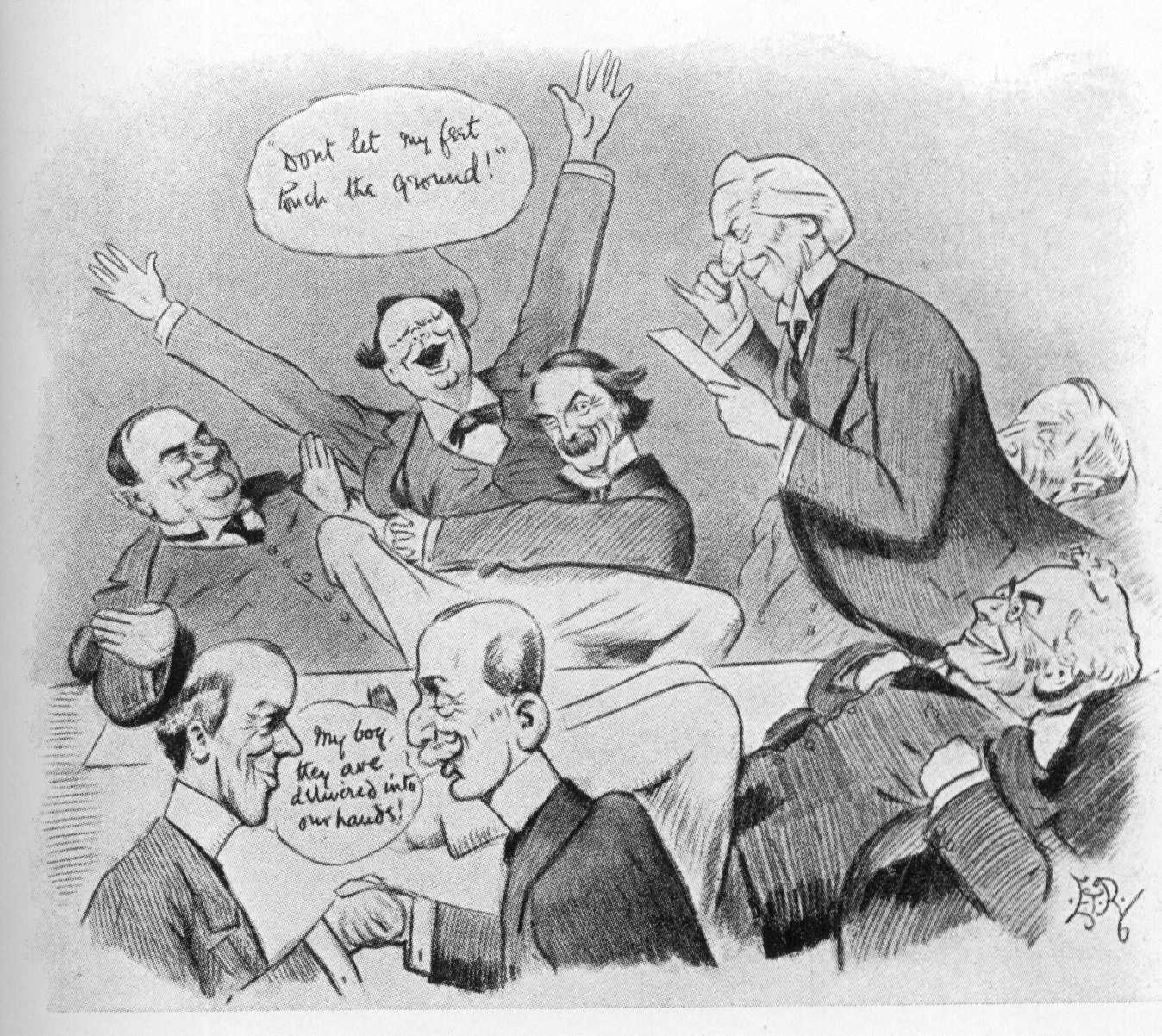
Gabinet Asquitha reaguje na odrzucenie przez Lordów „Budżetu Ludu” – satyryczna kreskówka z 1909 roku. Rząd premiera Asquitha z zadowoleniem przyjął weto Izby Gmin wobec „Budżetu Ludu”; doprowadziło to kraj w stronę kryzysu konstytucyjnego, który skończył się znacznym ograniczeniem władzy Lordów. (Asquith ogłasza, podczas gdy David Lloyd George trzyma radosnego Winstona Churchilla.)

### People’s Budget of 1909
W 1906 roku Partia Liberalna, kierowana przez Sir Henry’ego Campbell-Bannerman’a, wygrała wybory i uzyskała 379 miejsc w Parlamencie. Było to głównie zasługą obietnic reformy programów społecznych. Dysponując 379 mandatami, w porównaniu do 132 mandatów w rękach konserwatystów, liberałowie mogli śmiało oczekiwać, że uda im się zrealizować swój program wyborczy. Partia Konserwatywna miała jednak ogromną większość w Izbie Lordów, mogła więc łatwo zawetować wszelkie przepisy uchwalone przez Izbę Gmin, które byłyby sprzeczne z ich interesem.
Przez okres pięciu lat Izba Gmin spierała się z Izbą Lordów o prawie każdą ustawę. Gdy w 1909 roku lordowie zawetowali ustawę „People's Budget”, spór dobiegł zenitu, co doprowadziło do kryzysu konstytucyjnego.
W 1910 roku, Premier H. H. Asquith wprowadził projekt ustawy „regulującej stosunki między Izbami Parlamentu”, która wyeliminowałaby prawo Lordów do weta. Projekt został przyjęty przez Izbę Gmin, został jednak odrzucony przez Izbę Lordów. Kwestia to została szeroko poruszona w wyborach parlamentarnych przez liberałów. Na prośbę Asquith’a, król Jerzy V zagroził utworzeniem wystarczającej liczby nowych Lordów z Partii Liberalnej, aby zapewnić uchwalenie ustawy. Przyparci do muru Konserwatywni Lordowie woleli poprzeć ustawę niż stać się mniejszością w Izbie Lordów.

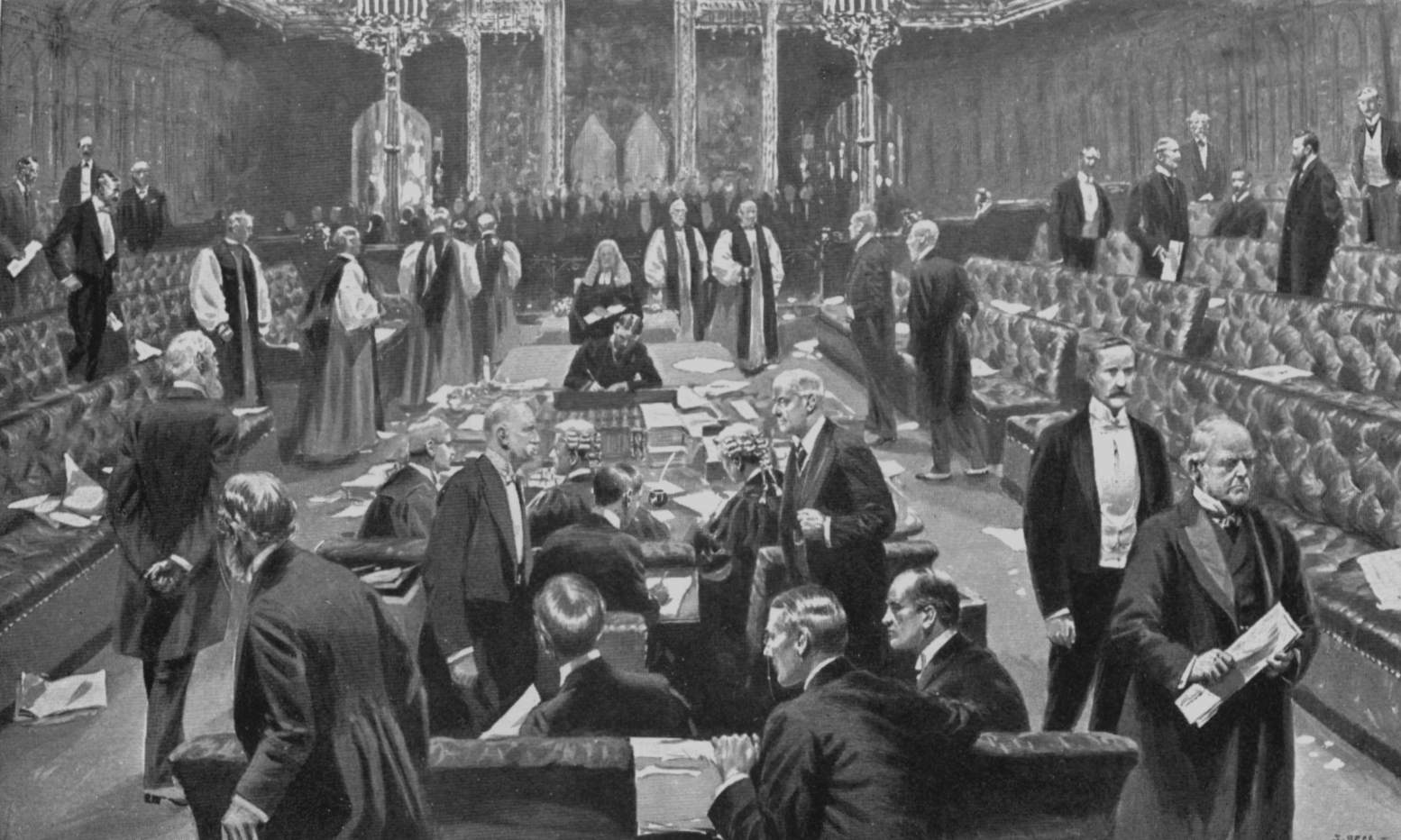
Ważne głosowanie: Izba Gmin głosująca nad Parliament Act 1911, który zlikwidował prawo weta Lordów w stosunku do ustawodawstwa zatwierdzonego przez Izbę Gmin. Pośrednio jeszcze bardziej wzmocnił on dominację premiera w hierarchii konstytucyjnej.

Parliament Act 1911 ustanowił zwierzchnictwo Izby Gmin. Ustawa zapewniała Lordom jedynie prawo wstrzymania legislacji na okres miesiąca. Ponadto, ustawa przewidywała, że każdy projekt odrzucony przez Lordów stanie się prawomocny, jeżeli zostanie uchwalony przez Izbę Gmin w trakcie trzech kolejny sesji oraz gdy upłynęły dwa lata od jego pierwotnego uchwalenia. Lordowie mogą nadal opóźniać lub zawieszać uprawomocnienie ustaw, ale nie mogą ich już zawetować.
Pośrednio ustawa wzmocniła dominującą pozycję Premiera w hierarchii konstytucyjnej. Chociaż Lordowie są nadal zaangażowani w proces legislacyjny, a premier musi nadal przeprowadzić projekt ustawy przez obie izby, lordowie nie mają już prawa weta. Pod warunkiem, że Premier kontroluje Gabinet i utrzymuje dyscyplinę partyjną w Izbie Gmin, ma pewność, że jest w stanie zrealizować swój porządek obrad i program wyborczy.

## Uprawnienia i ograniczenia
Na zlecenie monarchy pierwszym obowiązkiem nowego premiera jest „utworzenie rządu” – gabinetu ministrów, który uzyska wotum zaufania Izby Gmin. Następnie premier formalnie całuje ręce monarchy, którego królewskie uprawnienia prerogatywne są następnie wykonywane wyłącznie za radą Premiera i rządu Jej Królewskiej Mości. Premier raz w tygodniu spotyka się z monarchą na audiencje, podczas której monarcha wykorzystuje swoje uprawnienia: do bycia informowaną, do doradzania oraz do ostrzegania. Zakres zdolności władcy do wpływania na działania Premiera jest nieznany, ale przypuszczalnie różni się w zależności od osobistych relacji między monarchą, a urzędującym Premierem.
Premier mianuje członków gabinetu (którzy następnie stają się aktywnymi członkami-doradcami Tajnej Rady Wielkiej Brytanii) i ministrów, chociaż konsultuje się on z szefami departamentów w sprawie ich młodszych ministrów. Wszystkie mianowania na niższe stanowiska przebiegają bez jakiejkolwiek kontroli parlamentarnej. Premier może w każdej chwili mianować, odwołać lub wymienić skład Gabinetu. Może też w dowolnym momencie zrezygnować: sam lub razem z całym rządem. Premier koordynuje politykę międzynarodową, działania gabinetu i departamentów rządowych, działając jako główna „twarz” rządu Jej Królewskiej Mości.
Zgodnie z brytyjskim prawem, to monarcha jest Naczelnym Dowódcą Brytyjskich Sił Zbrojnych, zgodnie z praktyką konstytucyjną premier może wypowiedzieć wojnę, a za pośrednictwem Ministra Obrony (stanowisko, na które Premier w każdej chwili może kogoś mianować, nawet swoją osobę), jako przewodniczącego Rady Obrony, sprawować władzę nad rozmieszczeniem i rozrządzeniem siłami brytyjskiego wojska.
Premier odpowiada za wszystkie najwyższe stanowiska w Rządzie Jej Królewskiej Mości. Większość z nich jest sprawowana przez Ministrów. Większość członków Tajnej Rady, ambasadorów, wysokich komisarzy, wyższych urzędników służby cywilnej, wyższych oficerów wojskowych, członków ważnych komitetów i komisji oraz innych urzędników Premier może w każdej chwili powołać na lub odwołać ze stanowiska. Premier formalnie doradza również monarsze w sprawie mianowania arcybiskupów i biskupów Kościoła anglikańskiego, ale dyskrecja premiera jest ograniczona istnieniem osobnej rady, która doradza monarchini w sprawach Kościoła anglikańskiego (Crown Nominations Commission).
Lordostwa oraz statusy rycerskie są również przyznawane przez monarchę za radą Premiera. Jedyne ważne odznaczenia, które monarcha może nadawać z własnej woli to: Order Świętego Jana Jerozolimskiego, Order Podwiązki, Order Ostu, Order Zasługi, Order Towarzyszy Honoru oraz Królewski Order Wiktoriański, które przyznawane są w ramach „osobistego daru” monarchy.
Premier mianuje również urzędników zwanych „Whip’ami”, którzy negocjują z deputowanymi w sprawach ich poparcia dla projektów ustaw. W Wielkiej Brytanii dyscyplina partyjna jest silna, ponieważ wyborcy zazwyczaj głosują na osoby na podstawie ich przynależności do partii. Członkowie parlamentu mogą zostać wydaleni ze swojej partii za nieudzielenie poparcia rządowi w ważnych kwestiach, i chociaż nie oznacza to, że muszą złożyć rezygnację z funkcji posłów, zazwyczaj utrudnia to ich ponowny wybór na kolejną kadencję Parlamentu. Deputowani Izby Gmin, którzy są członkami Gabinetu, mogą spodziewać się usunięcia ze względu na brak wsparcia Premiera.
Zdarzają się jednak przypadki, w których nawet rząd ze zdrową większością może czasami nie być w stanie uchwalić ustawy. Na przykład 9 listopada 2005 r. rząd Tony’ego Blaira został pokonany podczas głosowania za ustawą, która pozwoliłyby policji zatrzymać podejrzanych o terroryzm do 90 dni bez zarzutów, a 31 stycznia 2006 r. został pokonany podczas głosowania nad nowelizacja ustawy dotyczącej nienawiści religijnej. Przy innych okazjach rząd zmienia swoje projekty ustaw, żeby uniknąć porażki w Izbie Gmin, jak zrobił to Tony Blair w lutym 2006 roku podczas forsowania reformy edukacji.
Dawniej, Premier, którego rząd przegrał głosowanie w Izbie Gmin, byłby uważany za osłabiony, a cały Gabinet zrezygnowałby, zwykle przyspieszając wybory parlamentarne. We współczesnej praktyce, gdy partia rządowa ma absolutną większość w Izbie, tylko utrata bardzo ważnego głosowania oraz wyrażenie wotum nieufności o treści: „Ta Izba nie ma zaufania do rządu Jej Królewskiej Mości” jest traktowane jako mające taki skutek.
Podobnie Premier nie jest już tylko „pierwszym spośród równych” w rządzie, jego pozycja nie ma sobie równych; chociaż teoretycznie gabinet może nadal głosować przeciwko Premierowi, w praktyce premier stopniowo umacnia swoją pozycję, zatrzymując tylko osobistych zwolenników w rządzie. Podczas okazjonalnych przetasowań premierzy często korzystają z tych możliwości i po prostu usuwają z gabinetu deputowanych, którzy popadli w niełaskę: pozostają członkami Tajnej Rady, ale to Premier decyduje, który z nich zostanie wezwany na spotkania Gabinetu lub audiencję z monarchą.

## Przywileje oraz tytulatura

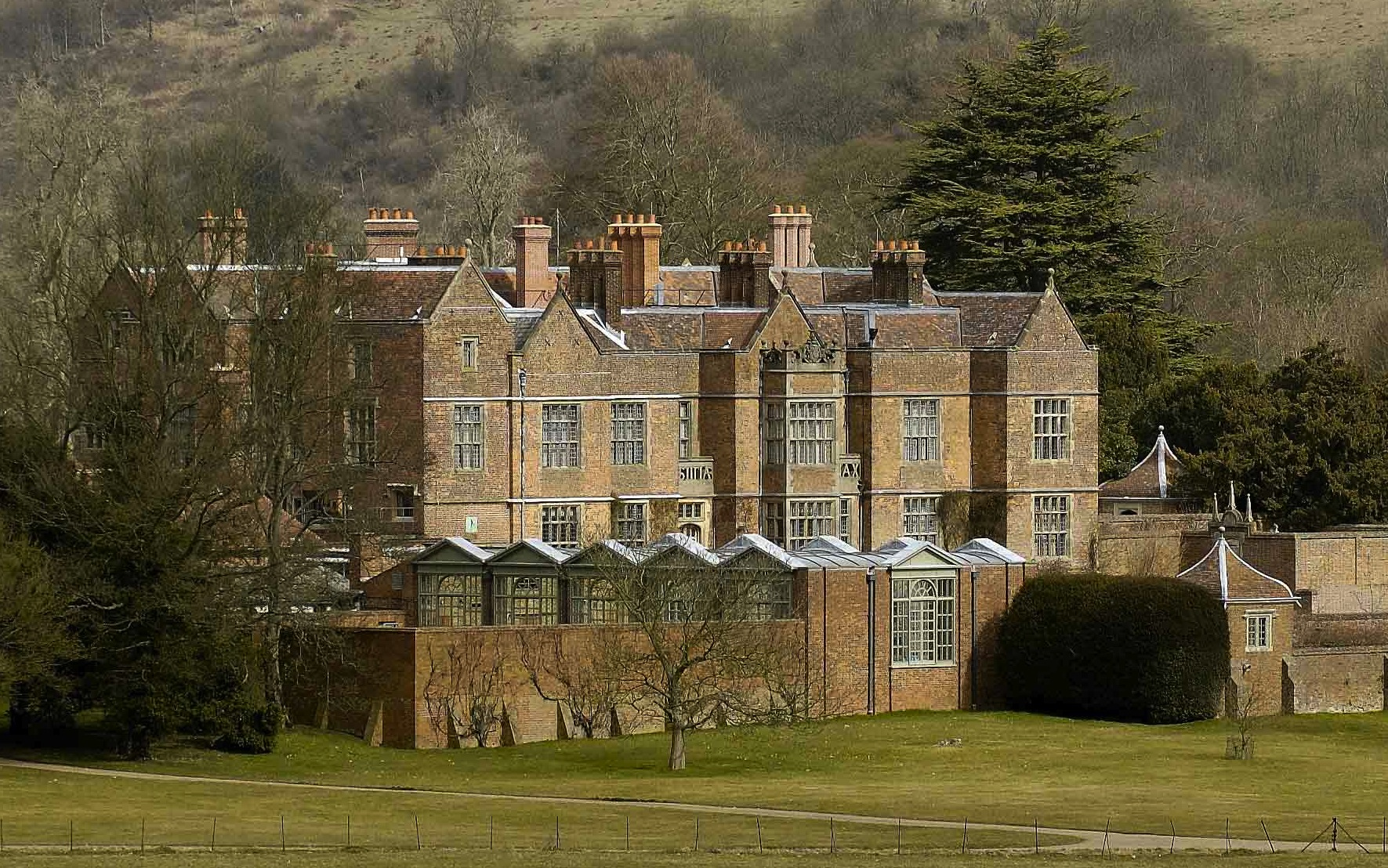
Chequers Court, oficjalna wiejska rezydencja premierów Wielkiej Brytanii

Tradycją jest, że Premier Wielkiej Brytanii zamieszkuje w 10 Downing Street, które zwykle jest jego pierwszym celem po spotkaniu z monarchą. Ogłasza on wtedy, że „ucałował dłonie z monarchą” i objął stanowisko Pierwszego Lorda Skarbu oraz Premiera:
Jego Królewska Mość król poprosił mnie o utworzenie rządu, a ja się zgodziłem.
Na terenie Zjednoczonego Królestwa, Premier jest jednym z najwyższych rangą dygnitarzy, przewyższa go tylko Lord kanclerz oraz członkowie Brytyjskiej Rodziny Królewskiej.
W 2010 roku Premier otrzymywał rocznie 142.500 funtów (wliczając to 65.737 funtów z tytułu bycia deputowanym do Izby Gmin). Premier w dniu mianowania uzyskuje dożywotnie prawo do tytułu „wielce czcigodny” (ang. The Right Honourable). Jest on też dożywotnim członkiem Tajnej Rady.
Zgodnie z zasadami ustanowionymi poprzez nieistniejący już Departament Spraw Konstytucyjnych, w wyniku objęcia urzędu premier zostaje członkiem Tajnej Rady i powinien być adresowany oficjalnym tytułem poprzedzonym „Wielce czcigodny” (ang. The Right Honourable) – „Wielce Czcigodny Premier”. Chociaż ta forma adresowania jest wykorzystywana przy oficjalnych okazjach, rzadko jest używana przez media. W Wielkiej Brytanii, na przykładzie Borisa Johnsona, nigdy nie używa się wyrażenia „Premier Johnson”, chociaż czasami jest ono również używane przez zagranicznych dygnitarzy i źródła wiadomości.

### Przywileje emerytalne
Po przejściu na emeryturę monarcha zwyczajowo przyznaje premierowi godność lordowską. Honorowym przyznawanym często, ale nie zawsze, jest członkostwo w najwyższym rangą zakonie rycerskim w Wielkiej Brytanii, Orderze Podwiązki. Po przejściu na emeryturę szkockiego premiera częściej, zamiast Orderu Podwiązki, jest przyznawany szkocki tytuł Knight of the Thistle (KT).
W przeszłości powszechne było również udzielanie premierom tytułu ziemskiego po przejściu na emeryturę z Izby Gmin, który pozwalał mu na zasiadanie w Izbie Lordów. Ostatnim razem stało się tak gdy Harold Macmillan, który zrezygnował ze stanowiska premiera w 1963 roku, został hrabią Stockton w 1984 roku.
Następcy Macmillana, Alec Douglas-Home, Harold Wilson, James Callaghan i Margaret Thatcher przyjęli tytuł lorda po odejściu na emeryturę. Przyjęcia go odmówił Edward Heath oraz każdy następny ustępujący premier, wszyscy przystąpili jednak do Orderu Podwiązki.
Ostatnim byłym premierem, który zmarł, była Margaret Thatcher (premier w latach 1979–1990). Zmarła ona w dniu 8 kwietnia 2013 r. Jej śmierć oznaczała, że po raz pierwszy od 1955 r. w skład Izby Lordów nie wchodził żaden były premier, co obowiązuje do dziś.

## Byli premierzy Wielkiej Brytanii

### Żyjący byli premierzy Wielkiej Brytanii

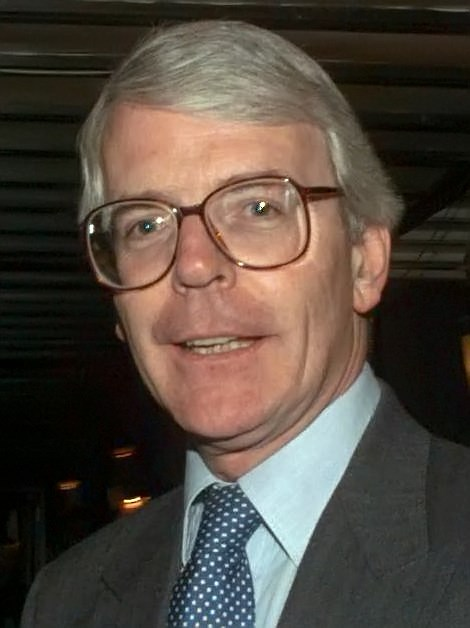
John Major (1990–1997)
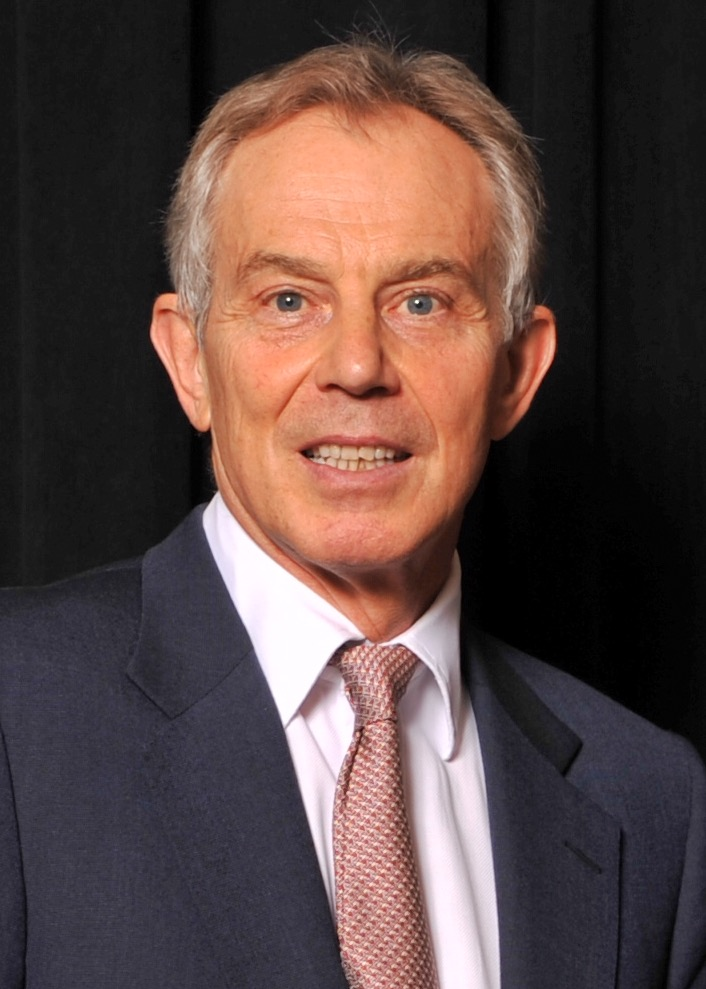
Tony Blair (1997–2007)
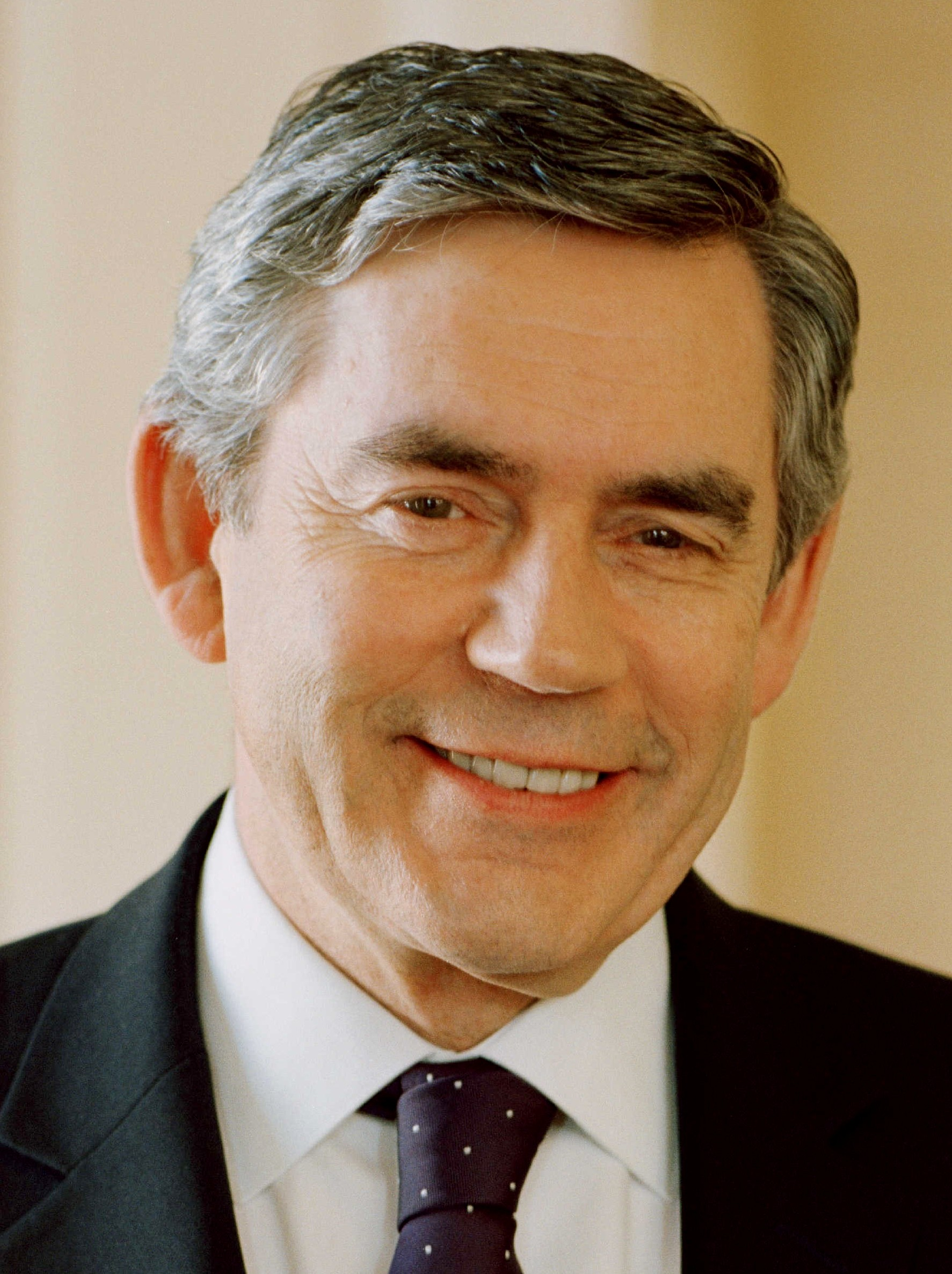
Gordon Brown (2007–2010)
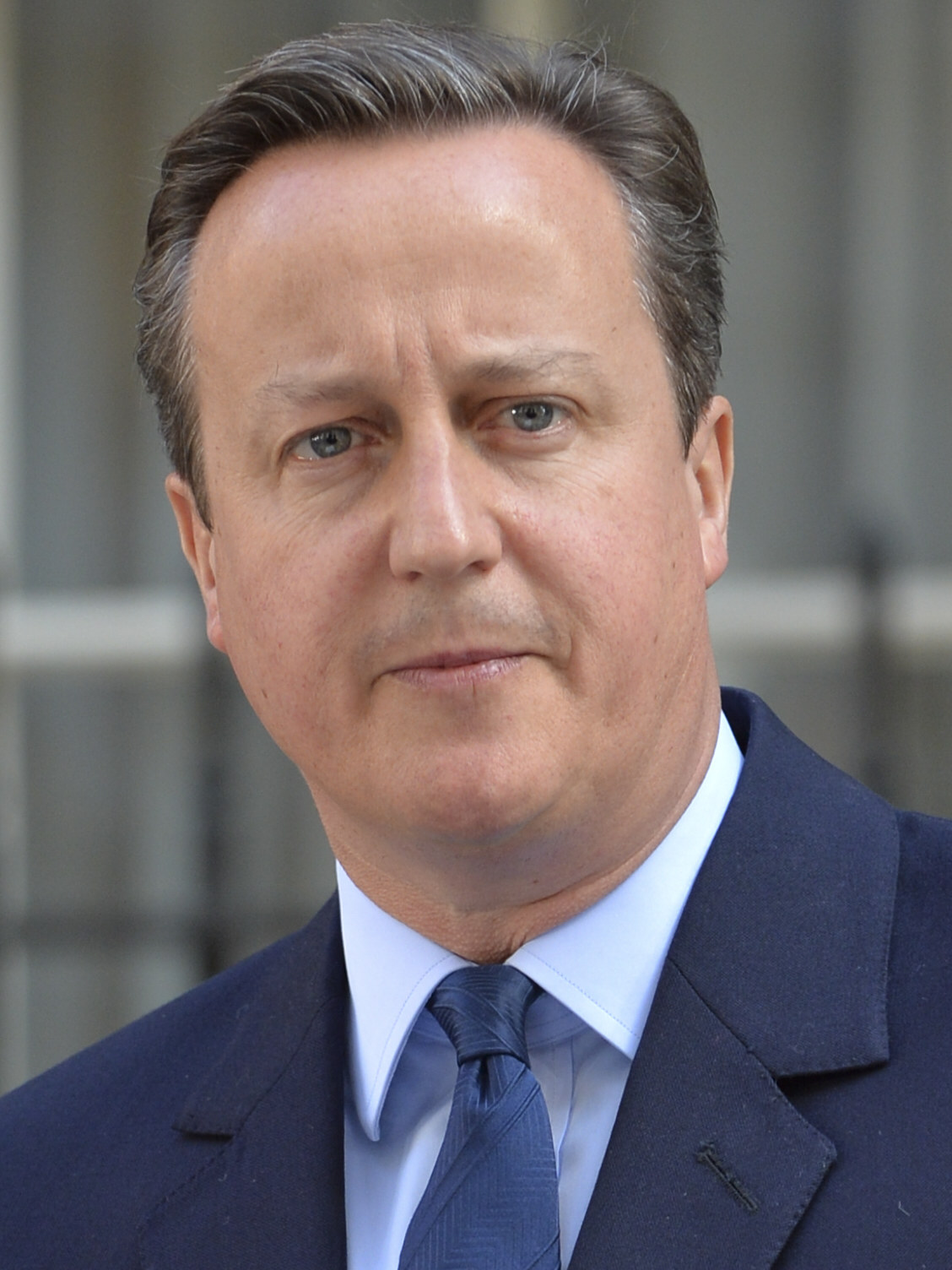
David Cameron (2010–2016)
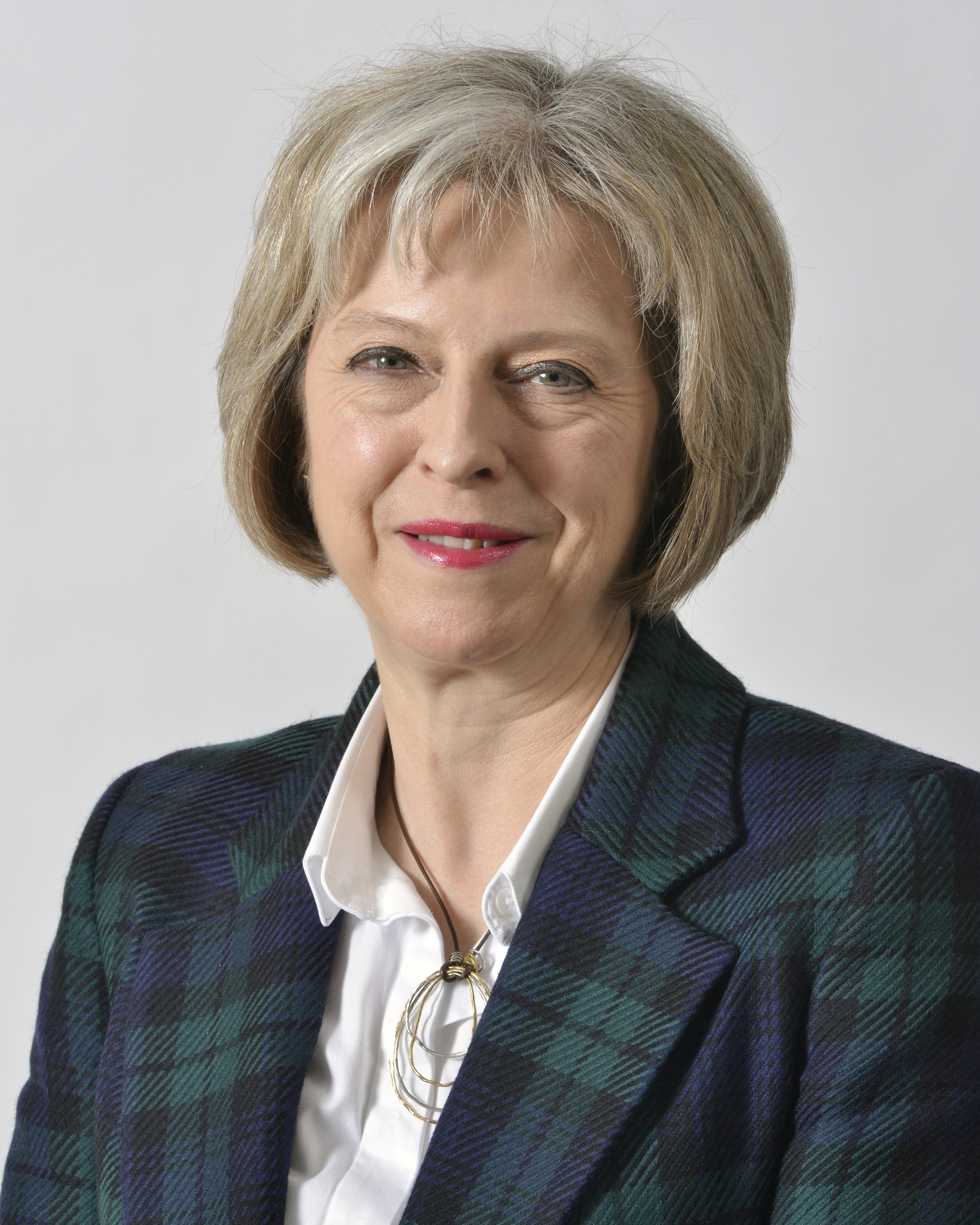
Theresa May (2016–2019)
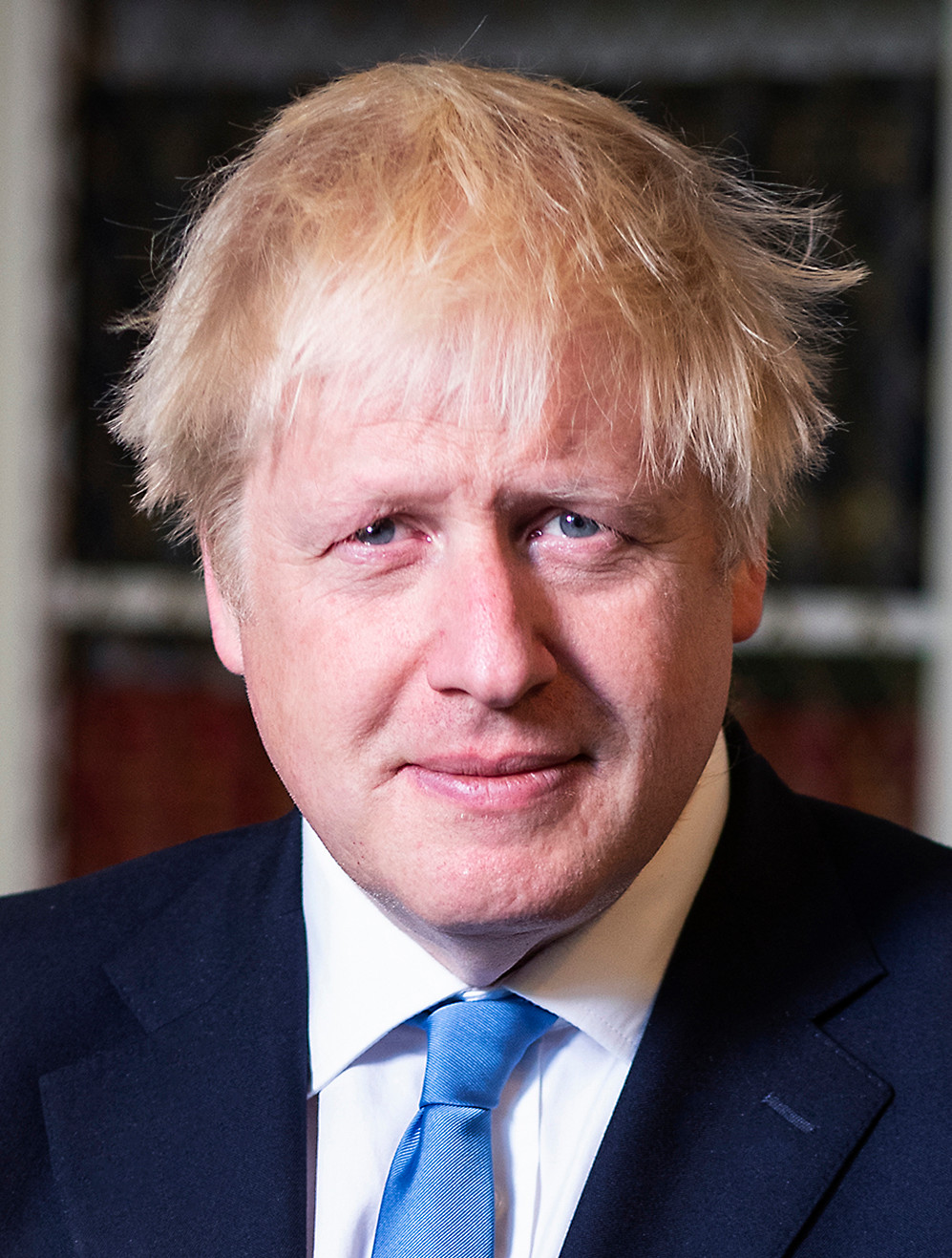
Boris Johnson (2019–2022)
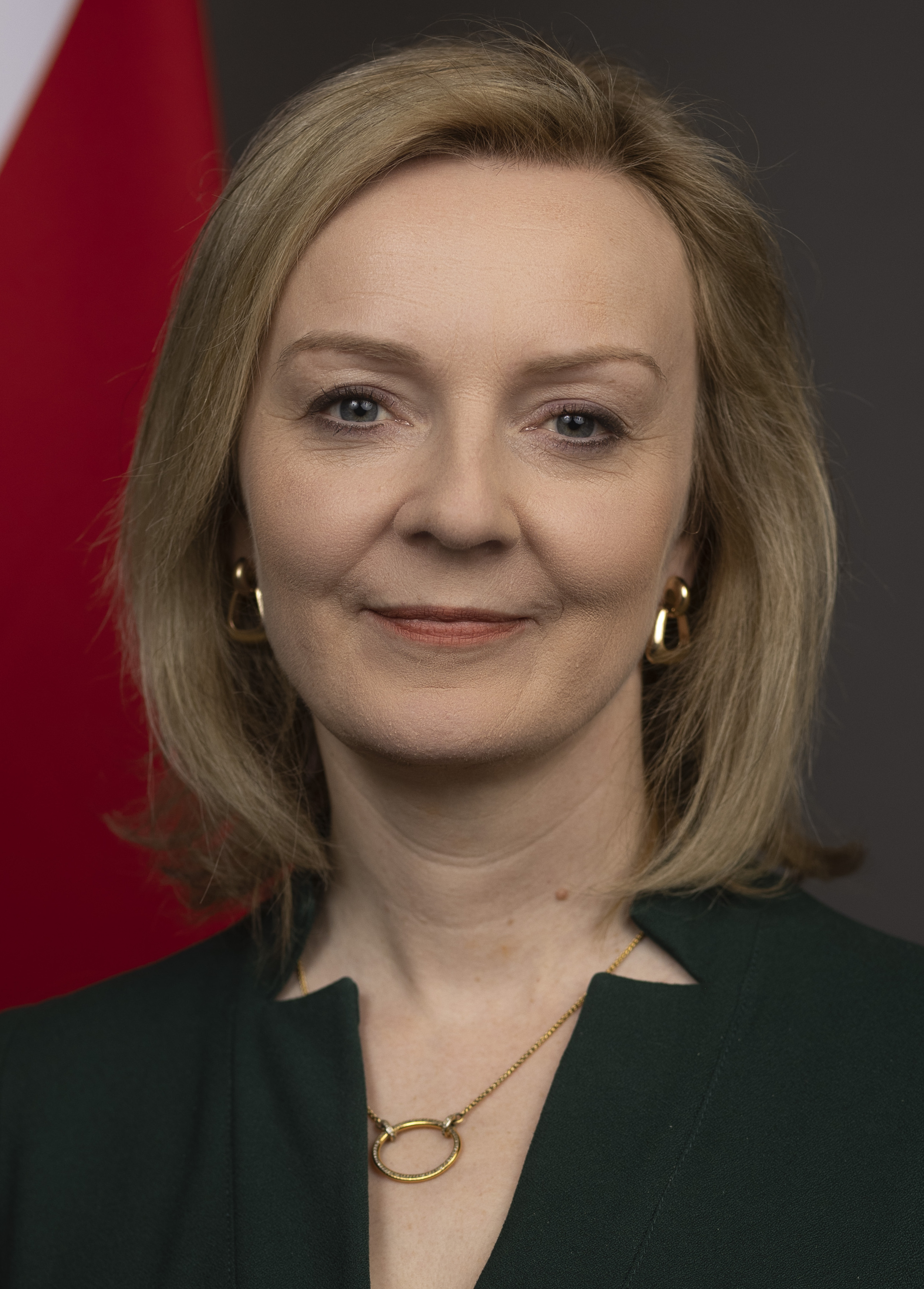
Liz Truss (2022)
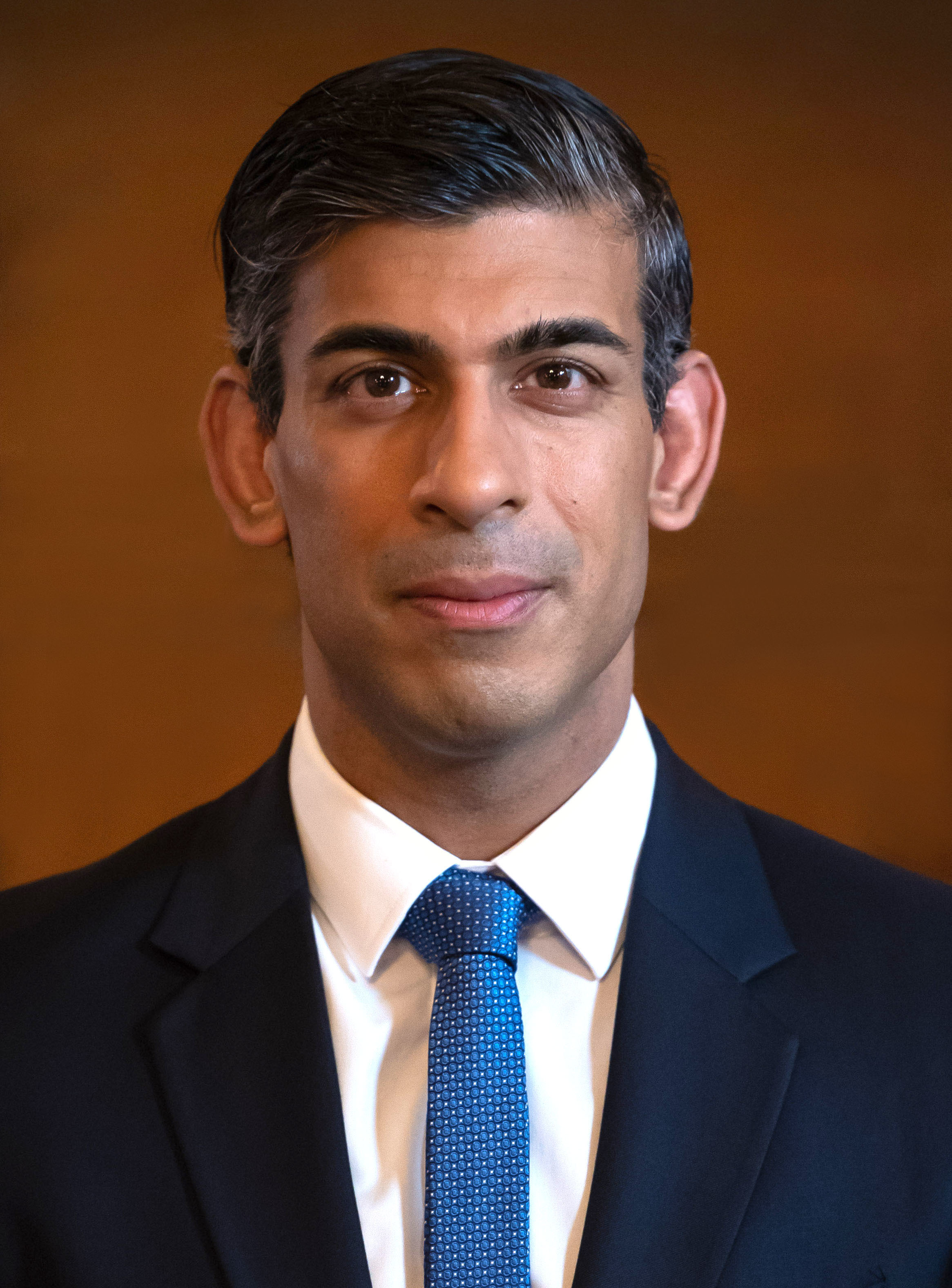
Rishi Sunak (2022−2024)